# أسل مرن
أسل مرن (الاسم العلمي: Juncus flexilis) نوع نباتي يتبع جنس الأسل وينتمي إلى الفصيلة الأسلية.